# Eligma narcissus
Eligma narcissus är en fjärilsart som beskrevs av Pieter Cramer 1775. Eligma narcissus ingår i släktet Eligma och familjen trågspinnare. Inga underarter finns listade i Catalogue of Life.

## Bildgalleri

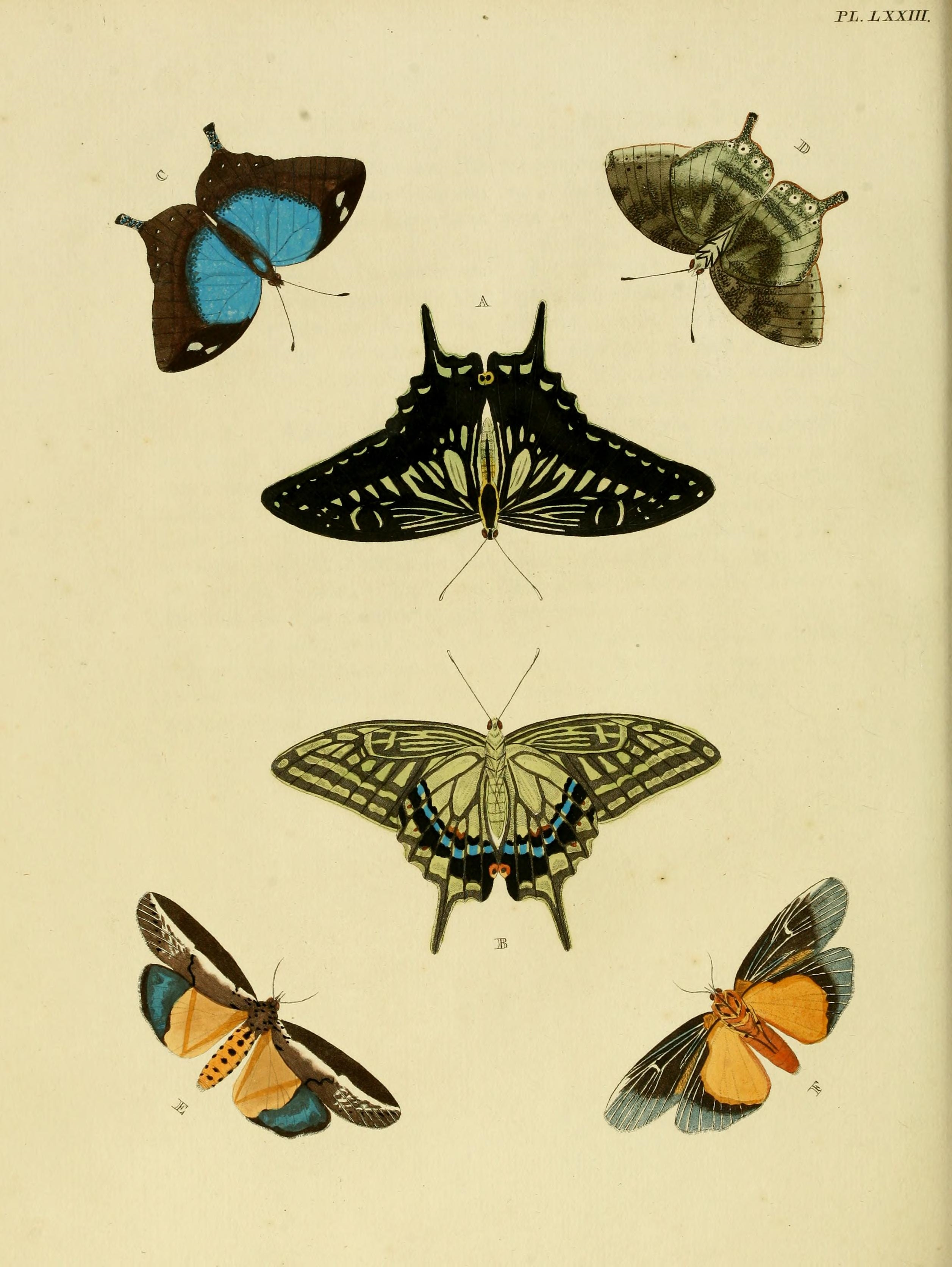
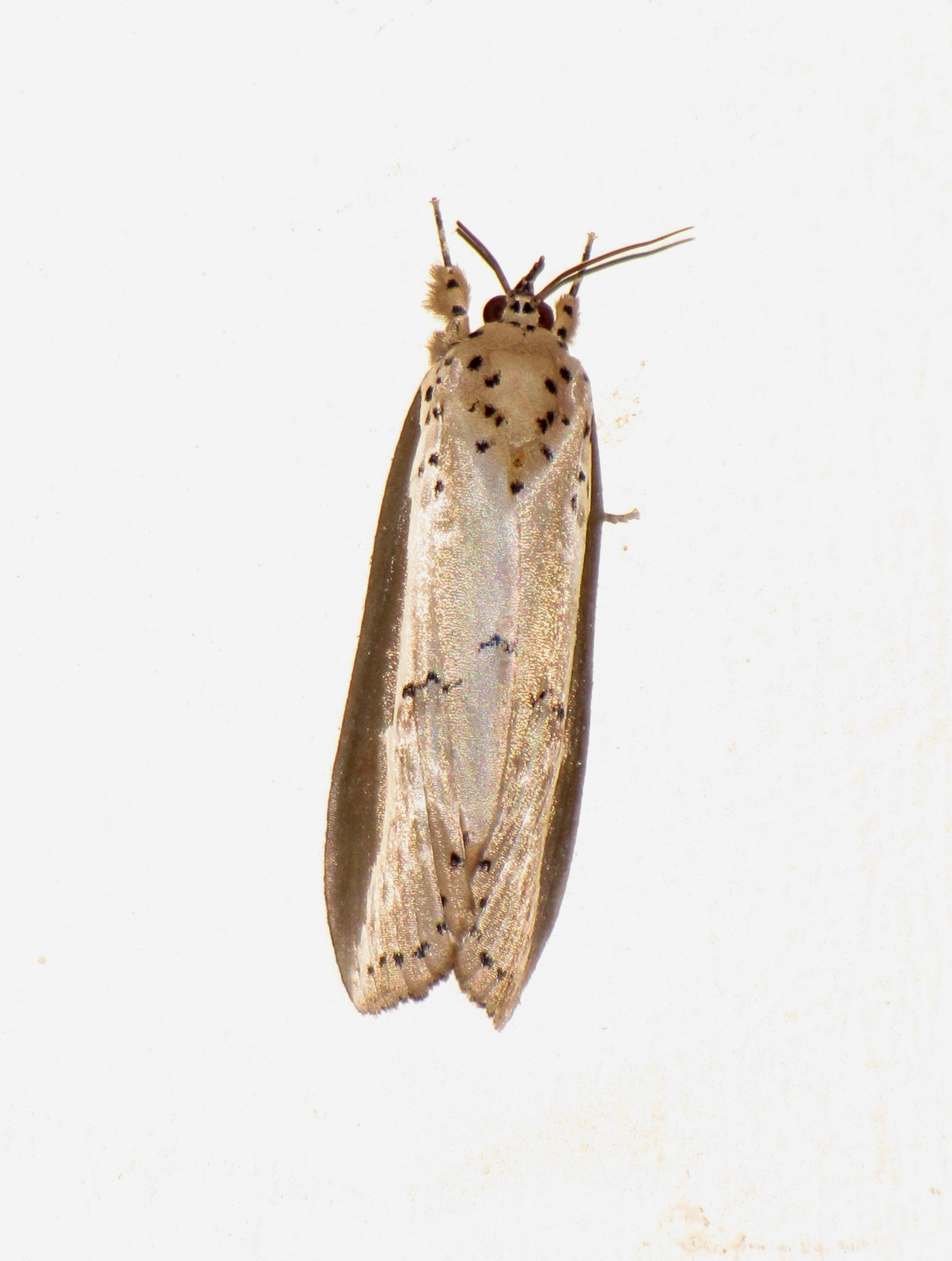
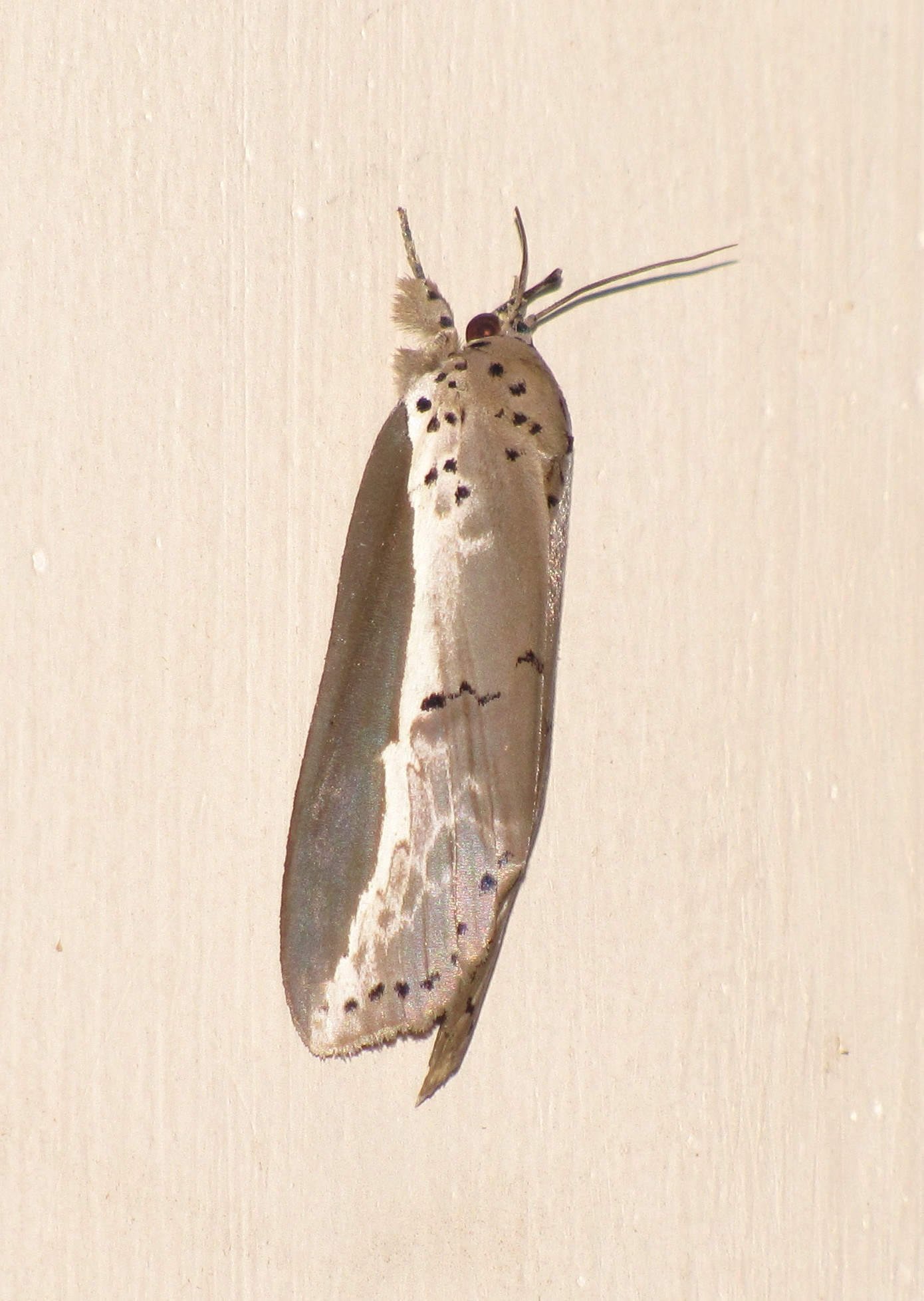
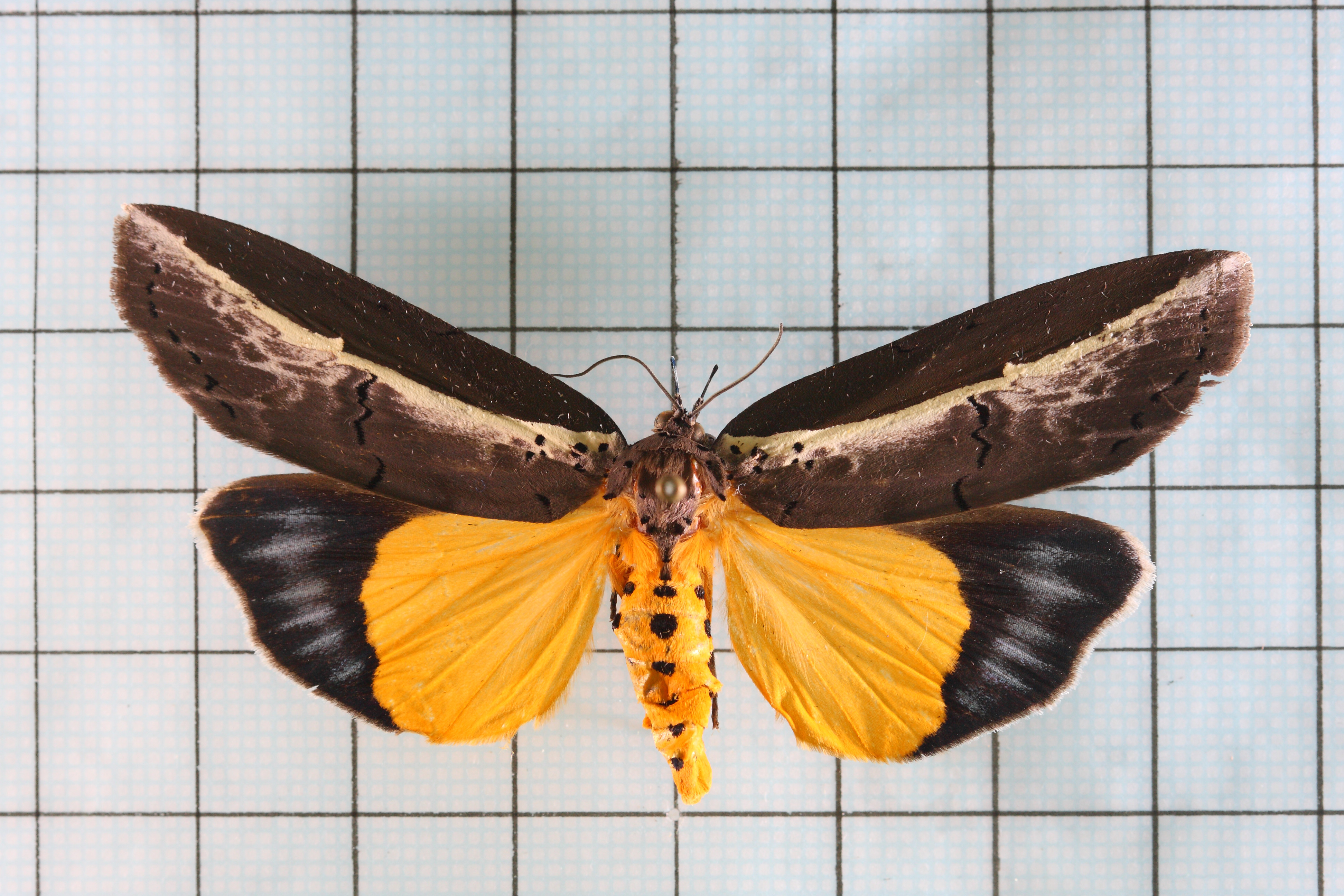
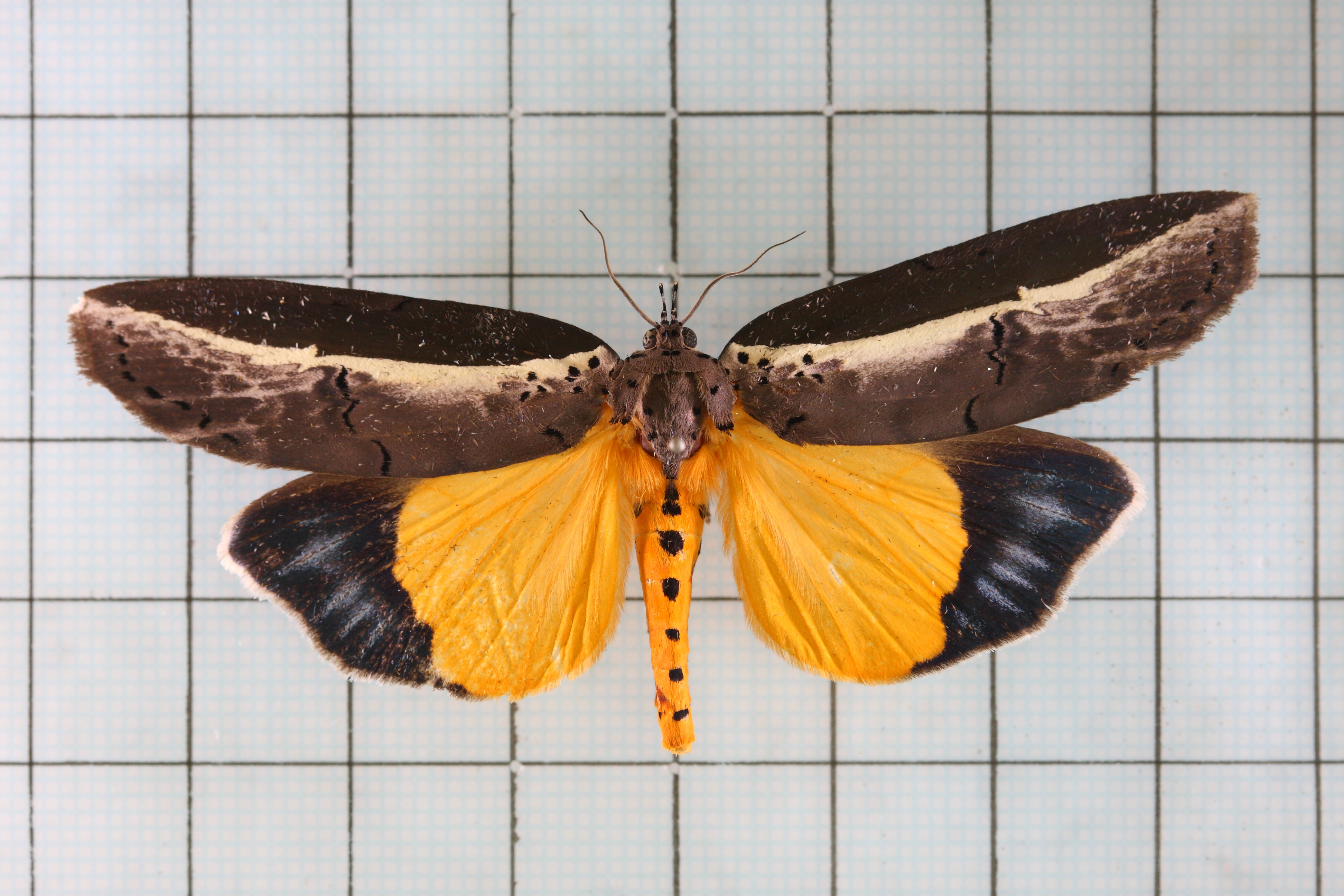